# Anadyrplateau
Het Anadyrplateau (Russisch: Анадырское плоскогорье; Anadyrskoje ploskogorje) bevindt zich in het westen van Tsjoekotka in het noordoosten van het Russische Verre Oosten rond de bovenloop van rivier de Anadyr en haar zijrivier de Joeroemkoevejem. Het heeft een lengte van ongeveer 400 kilometer en een maximale breedte van 130 kilometer. De hoogte ligt gemiddeld tussen de 800 en 1100 meter. Het plateau bestaat uit basalt, andesiet en daciet en de begroeiing wordt gedomineerd door dwergstruiktoendra en mos- en korstmostoendra. Op de hellingen groeien dwergelzen en dwergceders.
Op het plateau komen grote kudden herten voor. Het El'gygytgyn-meer bevindt zich ook op het plateau.
Het Anadyrplateau grenst in het noorden aan het Anjoejgebergte, in het noordwesten loopt het verder door hooglandgebied over in het Anadyrgebergte, in het oosten en zuidoosten grenst het aan het Laagland van Anadyr, in het zuiden wordt het begrensd door de middelgebergten Sjtsjoetsji en Osinovski (met pieken tot 1221 meter), die aan weerszijden van de Anadyrrivier liggen. De Anadyrrivier ontspringt zelf aan de noordkant van het plateau. De oevers van de rivier zijn hier erg moerassig.